# Embuscade à la Khyber Pass
Embuscade à la Khyber Pass est le 72e roman de la série SAS, écrit par Gérard de Villiers et publié en 1983 dans la collection Plon (Presses de la Cité). Comme tous les SAS parus au cours des années 1980, le roman a été édité lors de sa publication en France à 100 000 exemplaires.
L'action se déroule courant 1983 à la Passe de Khyber.

## Personnages principaux
- Malko Linge : héros du roman, Autrichien, agent contractuel de la CIA.

## Résumé
La CIA envoie Malko Linge à Peshawar afin de faire échouer une opération clandestine du KGB destinée à décapiter la résistance afghane. 
Malko parvient à déjouer cette opération et les commandants des diverses factions afghanes lui en savent gré. Malko est aidé dans son action par Sayed Gul, l'un des dirigeants des services de renseignement de la résistance.

## Autour du roman
Malko s'était déjà rendu dans la zone Afghanistan/Pakistan, et s'y rendra encore par la suite :
- - L'Homme de Kabul (1972)
  - Embuscade à la Khyber Pass
  - Vengez le vol 800 (1996)
  - Bin Laden, la traque (2002)
  - Aurore noire (2005)
  - Sauve-qui-peut à Kaboul (tome 1) / Sauve-qui-peut à Kaboul (tome 2) (2013)